# Ashley Williams (Fußballspieler, 1984)
Ashley Errol Williams (* 23. August 1984 in Tamworth, England) ist ein ehemaliger walisischer Fußballspieler. Der Innenverteidiger spielte zuletzt für Bristol City und die walisische Fußballnationalmannschaft, deren Kapitän er von 2012 bis 2019 war.

## Vereinskarriere
Williams gehörte verschiedenen Jugendmannschaften von West Bromwich Albion an, wurde aber mit 16 Jahren aussortiert. Stattdessen debütierte er 2001 in der Herrenmannschaft des Conference-National-Absteigers und damaligen Sechstligisten Hednesford Town. Obwohl er während seiner beiden Jahre kein Stammspieler wurde, boten ihm die beiden englischen Viertligisten Oldham Athletic und Stockport County Profiverträge an, so dass er schließlich zum Jahreswechsel 2003/04 nach Stockport wechselte und Vollprofi wurde.
Williams wurde schnell Stammkraft des Clubs und war mit 23 Jahren bereits Kapitän der Mannschaft. Im Sommer schlug Stockport zwei Angebote für Williams von Cardiff City und Luton Town für je 500.000 Pfund aus. Den Zuschlag erhielt im März 2008 der damalige Drittligist Swansea City zuerst auf Leihbasis, bevor Williams nach dem Aufstieg in die Championship von Swansea vollständig unter Vertrag genommen wurde.
In der Saison 2010/11 erreichte Williams mit seiner Mannschaft den dritten Tabellenrang und setzte sich im Play-off-Halbfinale mit 0:0 und 3:1 gegen Nottingham Forest durch. Im Finale bezwang Swansea den FC Reading mit 4:2 und stieg damit als erster walisischer Verein in die Premier League auf. Ashley Williams wurde aufgrund seiner guten Leistungen gemeinsam mit seinem Mitspieler Scott Sinclair ins PFA Team of the Year gewählt. In der Premier League wurden regelmäßig Plätze im gesicherten Tabellenmittelfeld belegt. In der Saison 2014/15 wurde als Achter knapp die Qualifikation für die UEFA Europa League 2015/16 verpasst. In der folgenden Saison fiel Swansea um vier Plätze.
Im League Cup 2012/13 führte er die „Schwäne“ als Kapitän ins Finale, das mit 5:0 gegen Bradford City gewonnen wurde. Auf dem Weg dorthin hatten sie den FC Liverpool im Achtelfinale und den FC Chelsea im Halbfinale ausgeschaltet.
Nach acht Jahren verließ Williams Swansea City, um ab der Saison 2016/17 fortan für den FC Everton zu spielen. Bei dem Wechsel soll mit ca. 14 Mio. Euro der in der Premier League bis dahin höchste Geldbetrag für einen Abwehrspieler über 30 geflossen sein.

## Nationalmannschaft
Obwohl Williams in den englischen Midlands geboren und aufgewachsen ist, ist er wegen seines aus dem Rhondda Valley stammenden walisischen Großvaters für Wales spielberechtigt. Sein erstes Länderspiel für Wales absolvierte er im März 2008 gegen Luxemburg. Er war dann sofort Stammspieler und kam in den nächsten 26 Spielen nur zweimal nicht zum Einsatz, saß da aber auf der Bank, darunter ein Spiel der Qualifikation für die WM 2010, bei der er ansonsten keine Minute verpasste. Ein Torerfolg blieb ihm versagt, beim Heimspiel gegen Deutschland unterlief ihm aber ein Eigentor. Als Gruppenvierte verpassten die Waliser die Endrunde in Südafrika. Nach Abschluss der Qualifikation trug er in seinem 18. Länderspiel beim Freundschaftsspiel gegen Schottland erstmals die Kapitänsbinde. In den nächsten sechs Spielen war er noch dreimal Kapitän, darunter für zwei Spiele in der wieder erfolglos verlaufenden Qualifikation für die EM 2012, bei der er keine Minute verpasste. Am 11. August 2010 erzielte er beim 5:1 im Freundschaftsspiel gegen Luxemburg sein bisher einziges Länderspieltor.
Nachdem er im Mai 2011 bei den beiden Spielen im Nations Cup gegen Schottland und Nordirland nicht eingesetzt worden war, kam er anschließend in 18 Spielen in Folge zum Einsatz und trug ab dem 12. Oktober 2012 in jedem Spiel, in dem er mitwirkte die Kapitänsbinde. Aufgrund einer Verletzung konnte er dann die drei letzten Spiele der Qualifikation für die WM 2014 nicht mitmachen. Die Waliser konnten sich als Fünfte aber erneut nicht qualifizieren.
Besser lief es dann in der Qualifikation für die EM 2016, wo er in allen zehn Spielen über die volle Distanz spielte und mit dazu beitrug, dass sich Wales erstmals seit 1958 wieder für ein großes Fußballturnier und zum ersten Mal überhaupt für eine EM-Endrunde qualifizieren konnte.
Bei der Fußball-Europameisterschaft 2016 in Frankreich wurde er als Kapitän in das Aufgebot von Wales aufgenommen und führte die Mannschaft dann auch beim 2:1-Auftaktsieg gegen die Slowakei aufs Feld. Im Achtelfinale gegen Nordirland zog er sich eine Schulterverletzung zu, wurde aber für das Viertelfinale wieder fit und erzielte gegen Belgien in der 30. Minute mit seinem zweiten Länderspieltor den 1:1-Ausgleichstreffer. Durch Tore der Stürmer Hal Robson-Kanu und Sam Vokes konnte Wales mit 3:1 gewinnen und erstmals in seiner Geschichte in ein Halbfinale bei einem großen Fußballturnier einziehen. Im Halbfinale unterlag der EM-Neuling dann Portugal. Williams stand in allen Partien über die volle Spielzeit auf dem Platz.

## Erfolge
- Aufstieg in die Premier League 2010/11 mit Swansea City
- Englischer Ligapokalsieger 2012/13 mit Swansea City
- Qualifikation für die EM-Endrunde 2016 mit Wales mit Vorstoss bis ins Halbfinale